# نصرت‌آباد (ملایر)
نصرت‌آباد (ملایر)، روستایی از توابع بخش جوکار شهرستان ملایر در استان همدان ایران است.

## جمعیت
این روستا در دهستان جوکار قرار دارد و براساس سرشماری مرکز آمار ایران در سال ۱۳۹۵، جمعیت آن ۱۰۶ نفر (۳۵خانوار) بوده‌است.اهالی نصرت آباد از طایفه پیرحیاتی می باشند و اصالت ایشان به  روستای قشلاق پیرحیاتی برمی گردد